# HR 6819
HR 6819 ist ein Sternsystem im Sternbild Teleskop. Zwei der Komponenten sind gewöhnliche Sterne, als dritte wurde im Jahr 2020 ein Schwarzes Loch vorgeschlagen, bei dem es sich um das der Erde nächstgelegene und das einzige gehandelt hätte, das zu einem Sternsystem gehört, das mit bloßem Auge sichtbar ist (allerdings aufgrund seiner Deklination von −56° nicht von Europa aus). Die Hypothese wurde 2022 vom gleichen Forscherteam zurückgezogen.
HR 6819 wurde ursprünglich als ein blauer Stern mit starken Emissionslinien im Spektrum beschrieben (Be-Stern). Diese Art Sterne zeichnen sich durch eine extrem schnelle Rotation und dadurch bedingt eine Scheibe aus Material um ihren Äquator aus. Besonderheiten im Spektrum konnten erst 2003 auf die Existenz eines zweiten blauen Riesensterns (Spektralklasse B3 III) zurückgeführt werden. Dieser zweite blaue Stern zeigt in seinem Spektrum ein Bewegungsmuster, das bereits auf die Existenz eines dritten, unsichtbaren Objektes hinwies. Bei Auswertungen von Messungen mit dem FEROS Échelle-Spektrographen des MPG/ESO-2,2-m-Teleskops am La-Silla-Observatorium aus 2004 konnte 2020 bestätigt werden, dass der B3-Stern sich mit einer Periode von 40,3 Tagen in einer fast kreisförmigen Bahn um ein unsichtbares Objekt bewegt. Aus den Daten konnte weiter abgeleitet werden, dass der B3-Stern mindestens eine Masse von 5 Sonnenmassen besitzt, während das unsichtbare Objekt mindestens 4,2 Sonnenmassen schwer sein muss. Der gegenseitige Abstand beträgt mindestens 0,22 AE.
Wäre das dritte Objekt ein Stern, so müsste bei seiner Masse auch ein Spektrum deutlich nachweisbar sein. Da dies jedoch nicht der Fall ist und das Objekt auch schwerer als ein Neutronenstern ist, schlussfolgerten die Forscher, es müsse sich um ein Schwarzes Loch handeln. Eine Emission von Röntgenstrahlung konnte nicht festgestellt werden, dies deutet darauf hin, dass keine Masse in nennenswertem Umfang in das Schwarze Loch hineinstürzt, somit keine Interaktion mit dem B3-Stern stattfindet und das Schwarze Loch nicht wächst.
Genauere Beobachtungen, von zwei Forschungsteams mit dem Very Large Telescope der Europäischen Südsternwarte, aus dem Jahr 2022 kommen zum Schluss, dass das System HR 6819 kein Schwarzes Loch enthält, sondern ein Doppelstern ist, bei dem die beiden Sterne sehr eng beieinander liegen. Angenommen wird, dass der Moment zu sehen ist, kurz nachdem ein Stern seinem Begleiter die Atmosphäre entrissen hat.